# Chris Philipps
Chris Philipps (Luxemburg, 8 maart 1994) is een Luxemburgs voetballer die bij voorkeur als centrale verdediger speelt. Hij staat onder contract bij FC Metz, waar hij in 2013 doorstroomde vanuit de eigen jeugdopleiding. Metz verhuurde hem in juli 2015 aan SC Preußen Münster, actief in de Duitse 3. Liga. Philipps debuteerde in 2012 voor Luxemburg.

## Clubcarrière
Philipps debuteerde tijdens het seizoen 2012/13 voor FC Metz B. Op 21 oktober 2013 maakte hij zijn opwachting in het eerste elftal in het Ligue 2-duel tegen Stade Brestois. In 2014 werd de Luxemburger kampioen in de Ligue 2 met FC Metz. Op 21 januari 2015 debuteerde hij in de Ligue 1 in het uitduel tegen Olympique Lyon. Hij werd na 78 minuten vervangen door aanvaller Juan Falcón. Tijdens het seizoen 2014/15 speelde Philipps negen wedstrijden in de Ligue 1.

## Interlandcarrière
Op 29 februari 2012 debuteerde hij op zeventienjarige leeftijd voor Luxemburg in een vriendschappelijke interland tegen Macedonië. Luxemburg won met 2–1 dankzij twee doelpunten van Maurice Deville.